# Marek Rauchfuss
Marek Rauchfuss (1990) es un deportista checo que compite en triatlón. Ganó siete medallas en el Campeonato Mundial de Triatlón de Invierno entre los años 2018 y 2025, y tres medallas en el Campeonato Europeo de Triatlón de Invierno entre los años 2011 y 2023.

## Palmarés internacional
| Campeonato Mundial | Campeonato Mundial            | Campeonato Mundial | Campeonato Mundial |
| Año                | Lugar                         | Medalla            | Prueba             |
| ------------------ | ----------------------------- | ------------------ | ------------------ |
| 2018               | Cheile Gradistei (Rumania)    | Medalla de bronce  | Individual         |
| 2019               | Asiago (Italia)               | Medalla de bronce  | Individual         |
| 2020               | Asiago (Italia)               | Medalla de plata   | Individual         |
| 2022               | San Julián de Loria (Andorra) | Medalla de plata   | Individual         |
| 2023               | Skeikampen (Noruega)          | Medalla de plata   | Individual         |
| 2024               | Pragelato (Italia)            | Medalla de bronce  | Individual         |
| 2025               | Cogne (Italia)                | Medalla de bronce  | Individual         |
| Campeonato Europeo |                               |                    |                    |
| Año                | Lugar                         | Medalla            | Prueba             |
| 2011               | Östersund (Suecia)            | Medalla de bronce  | Individual         |
| 2018               | Piano Vetore (Italia)         | Medalla de plata   | Individual         |
| 2023               | San Julián de Loria (Andorra) | Medalla de plata   | Individual         |